# Michael Mulheren
Michael Mulheren (North Middletown (New Jersey)) is een Amerikaans acteur.

## Carrière
Mulheren begon in 1990 met acteren in de televisieserie Wish You Were Here. Hierna heeft hij nog meerdere rollen gespeeld in televisieseries en films zoals Bringing Out the Dead (1999), What's the Worst That Could Happen? (2001), Law & Order (1997-2006), Rescue Me (2004-2006), The Ten (2007) en Salem (2014-2015).
Mulheren is ook actief in het theater, hij maakte in 1995 zijn debuut op Broadway in het toneelstuk On the Waterfront. Hierna speelde hij nog meerdere rollen op Broadway en off-Broadway.

## Filmografie

### Films
Uitgezonderd korte films.
- 2023 Shelter in Solitude - als nieuwslezer (stem)
- 2023 Which Brings Me to You - als Eddie
- 2023 Miranda's Victim - als rechter McFate
- 2021 Rushed - als mr. Croission
- 2010 Madso's War - als Danny McGrath
- 2008 Fool's Gold – als Eddie
- 2007 The Ten – als Carvin Waggie
- 2006 Invincible – als AC Craney
- 2003 Happy Hour – als Kelly
- 2002 Ash Wednesday – als rechercheur Pulaski
- 2001 The Curse of the Jade Scorpion – als Herb Coopersmith
- 2001 What's the Worst That Could Happen? – als rechter Callahan
- 1999 Bringing Out the Dead – als politieagent in lift
- 1996 Faithful – als ploegbaas
- 1991 Johnny Suede – als Fred Business

### Televisieseries
Uitgezonderd eenmalige gastrollen.
- 2020 Hightown - als inspecteur Velekee - 5 afl.
- 2018 Daredevil - als Edward Nelson - 3 afl.
- 2009 – 2016 Royal Pains – als Jim Harper – 6 afl.
- 2014 - 2015 Salem - als George Sibley - 13 afl.
- 2011 – 2012 Person of Interest – als kapitein Lynch – 3 afl.
- 2008 Life on Mars – als politieagent – 2 afl.
- 2006 Kidnapped – als Jimbo – 2 afl.
- 2004 – 2006 Rescue Me – als chief Perolli – 13 afl.
- 1999 – 2006 Law & Order – als rechter Taylor – 9 afl.
- 1993 NYPD Blue – als barkeeper – 2 afl.

## Theaterwerk op Broadway
- 2016 Bright Star - als burgemeester Josiah Dobbs
- 2011 – 2014 Spider Man: turn Off the Dark – als J. Jonah Jameson
- 2010 Looped – als Steve
- 2007 – 2008 The Farnsworth Invention – als Leslie Gorrell
- 2007 Deuce – als een bewonderaar
- 2004 – 2005 La Cage Aux Folles – als Edouard Dindon
- 2003 – 2004 The Boy from Oz – als Dick Woolnough / Dee Anthony
- 1999 – 2001 Kiss Me, Kate – als tweede man
- 1997 – 1999 Titanic – als John B. Thayer
- 1995 On the Waterfront – als Truck